# Albrecht Stieglitzer

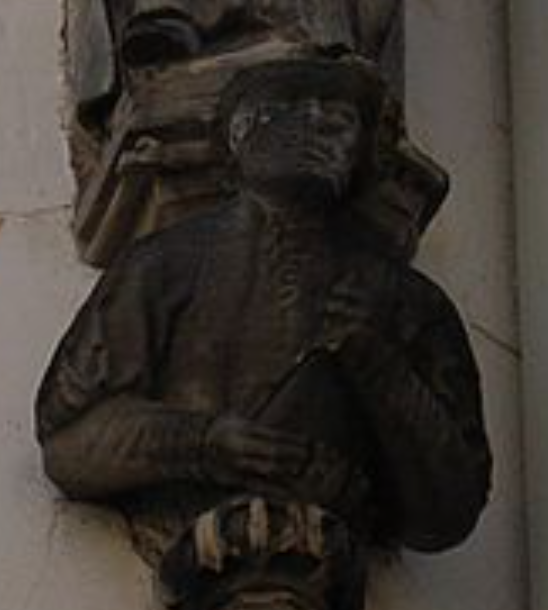
Albrecht Stieglitzer: Skulptur am Kragstein unter der Sandsteinfigur, die wahrscheinlich den heiligen Joseph abbildet, an der Fassade der Annenkapelle in Görlitz

Albrecht Stieglitzer (auch Albrecht Stieglitz; † 4. Februar 1514) war Steinmetz, Bildhauer, Werkmeister und Stadtbaumeister in Görlitz zu Beginn der schon Ende des 15. Jahrhunderts in dieser Stadt aufkommenden Renaissance.
Nach Viktor Kotrba kam Albrecht Stieglitzer „höchstwahrscheinlich“ aus Prag, war wie Wendel Rosskopf ein Schüler des Hans Spieß aus Frankfurt und fertigte „wohl noch als Wandermeister“ in Königsgrätz einen mit Figuren, Wappen und Astwerk geschmückten Marktbrunnen an.
Seit 1508 Bürger in Görlitz, ist er bekannt für den Bau der Annenkapelle für Hans Frenzel den Reichen in den Jahren 1508–1512 und den Turm des Görlitzer Rathauses ab 1510 oder 1511, der erst 1516, nach Albrechts Tod im Frühjahr 1514 fertiggestellt wurde. Seit 1511 bewohnte er den alten Brauhof in der Rosengasse 5. Stieglitzer war in zweiter Ehe mit Margarethe von Bischofswerder, der Tochter von Margarethe und Wenzel von Bischofswerder zu Ebersbach verheiratet, deren Familie ungefähr seit dem Jahr 1400 dem Landadel angehörte. Ursula und Hans waren Kinder von Margarethe und Albrecht Stieglitzer selbst, oder einem vorherigen Ehemann Margarethes. Blasius Börer († 1505) war Albrechts Vorgänger als städtischer Werkmeister und Wendel Rosskopf († um 1545), „Meister zu Görlitz und in Schlesien“, sein Nachfolger. Wendel Rosskopf nahm Albrechts Witwe Margarethe zur Frau und bezahlte die Schulden des Hauses auf der Rosengasse im Neisseviertel und der „Ungestümen am Vorabende des Pfingstfestes 1533“, die wohl auf seinen Stiefsohn Hans zurückgingen.